# Allium compactatum
Allium compactatum — вид квіткових рослин з підродини цибулевих (Allioideae). Ендемік Туреччини.

## Таксономія
У рамках таксономічних досліджень Allium sect. Codonoprasum середземноморської флори виявлено помітну морфологічну мінливість роду й описано нові для науки види, серед яких A. compactatum. Епітет стосується суцвіття з дуже ущільненими квітками.

## Біоморфологічна характеристика
Цибулини зазвичай скупчені, яйцеподібні, 12–20 × 6–10 мм, зовнішні оболонки сіруваті. Стебло прямовисне, часто зігнуте біля основи, міцне, голе, 20–40 см заввишки, зазвичай на 1/2–2/3 загальної довжини вкрите листковими піхвами. Листків 3, коротших за суцвіття, суцільно вкритих на ребрах дрібними зубчиками і волосками, пластина напівциліндрична, жолобчаста, до 13 см завдовжки, ребриста. Суцвіття напівкулясте, досить щільне, 1.5–2.8 см в діаметрі, з 10–35 квітками. Обгортки суцвіття нерівні й довші за нього, голі. Оцвітина дзвінчата, зеленувато-жовта, з листочками оцвітини приблизно рівними, еліптичними, зовнішні 5–5.5 × 2.2–2.4 мм, внутрішні 5.5–5.8 × 1.8–2 мм, середня жилка зелена, гладкі й дещо тупі на верхівці. Тичинки з простими й майже рівними нитками; пиляки жовті. Коробочка тристулкова, обернено-яйцювата, 4 × 4 мм. 2n = 2x = 16. Цвіте з кінця липня до початку серпня.

## Поширення
Allium compactatum був зібраний у деяких місцевостях поблизу Усака, всередині західної Анатолії. У цих насадженнях він досить рідкісний і спорадичний, росте зазвичай на галявинах маквісу.